# 個人差あり〼
『個人差あり〼』（こじんさありマス）は、日暮キノコによる日本の漫画作品。『モーニング』（講談社）にて、2018年51号から2019年49号まで連載された後、『現代ビジネス』と『コミックDAYS』（共に同社）に移籍して2019年12月から2020年6月まで連載された。
2022年8月期に東海テレビ制作・フジテレビ系列の「土ドラ」枠にてテレビドラマ化された。

## あらすじ
小説家の妻・苑子と暮らす平凡なサラリーマン・磯森晶は、ある日突然瀕死の重体となる。何とか一命を取り留めたが、晶は「異性化」により身体が女性になる。

## 登場人物
磯森晶（いそもり あきら）〈32〉
主人公。100円ショップの商品企画部に勤めるサラリーマン。瀕死の状態から女性に「異性化」する。
磯森苑子（いそもり そのこ）〈34〉
晶の妻。小説家。

## 書誌情報
- 日暮キノコ『個人差あり〼』 講談社〈モーニングKC〉、全6巻
  1. 2019年03月22日発売[講 3]、ISBN 978-4-06-514676-7
  2. 2019年05月23日発売[講 4]、ISBN 978-4-06-515480-9
  3. 2019年08月23日発売[講 5]、ISBN 978-4-06-516803-5
  4. 2019年11月22日発売[講 1]、ISBN 978-4-06-517672-6
  5. 2020年03月23日発売[講 6]、ISBN 978-4-06-518916-0
  6. 2020年07月20日発売[講 2]、ISBN 978-4-06-519928-2

## テレビドラマ
『個人差あります』（こじんさあります）と題して、2022年8月6日から9月24日まで東海テレビ放送制作・フジテレビ系列の「土ドラ」枠にて放送された。主演は夏菜、新川優愛、白洲迅。

### キャスト

#### 主要人物
磯森晶（いそもり あきら）〈30〉
演 - 女性時：夏菜、男性時：白洲迅
100円ショップ「Rimona」の商品企画部に勤めるサラリーマン。
瀕死の状態になったことをきっかけに女性に「異性化」する。
先輩の雪平と一夜を共にして男性にリバースし、妻・苑子と一夜を共にし再び異性化する。
磯森苑子（いそもり そのこ）〈32〉
演 - 新川優愛
晶の妻。小説家。スランプに陥り新作を書けない。
小説家として成功するため執筆に専念したい思いから、妊娠を避けていた。
男性にリバースした晶と一夜を共にし、晶が再び異性化したことで、晶が浮気したことを悟り家を出ていく。

#### Rimona
晶が勤務する100円ショップの運営会社。
雪平直道（ゆきひら なおみち）
演 - 馬場徹
商品開発部の晶の先輩。異性化した晶を女性として受け止め一夜を共にする。
澤俊之（さわ としゆき）/　スミレ
演 - 大浦龍宇一
商品開発部の部長。晶の上司。「スミレ」という女装した別人格がいる。
川野千尋
演 - 寒川綾奈
商品開発部の社員。
森山萌
演 - 大谷凜香
商品開発部の社員。
徳川麻美
演 - 水野小論
商品開発部の社員。
酒井秀悟
演 - 日中泰景
商品開発部の社員。
大田亮輔
演 - 寺坂頼我
商品開発部の社員。
鈴木道雄
演 - 柴田芳宏
Rimonaの顧問。

#### 晶の家族
磯森光枝
演 - 長野里美
晶の母。異性化し晶が女性になったことに驚くが、娘が欲しかったことから受け入れる。
磯森宏
演 - 螢雪次朗
晶の父。異性化して女性になった晶を性転換手術をしたように思っている。
磯森勇気
演 - 片岡久道
晶の弟。バツイチのシングルファザー。
磯森のり
演 - 野田あかり
勇気の娘。

#### 苑子の関係者
菊原順子（きくはら じゅんこ）
演 - 鶴田真由
苑子の担当編集。結婚を機に苑子がスランプに陥っていることを指摘する。
苑子にしか書けない題材として、異性化をテーマにした小説の執筆を勧める。
櫻井美沙
演 - 大村彩子
苑子の友人。晶が異性化して夫婦の関係性に変化が生じた苑子の相談相手となる。

#### その他
横山真尋（よこやま まひろ）
演 - 女性時：紺野彩夏、男性時：水沢林太郎
晶がよく買い物するドラッグストアの店員。2001年6月11日生まれ。
異性化した晶が来店時に生理になったことを察し、フォローする。
晶と同じ女性への異性化の経験者で、リバースした晶から、男性に戻る方法を聞き出そうとする。
山谷貴大（やまや たかひろ）
演 - 大水洋介（ラバーガール）
晶が男性だった時からの親友。
篠田浩二
演 - 小松利昌
晶の主治医。晶に瀕死の状態を経て異性化することを口外しないよう釘を刺す。
チェルキー
演 - ビッケブランカ
人気歌手。女性から男性になった異性化の経験者。
異性化により周囲から見られる目が変わったことに苦悩し、死にたいと思ったこともあったと体験談を語る。

### スタッフ
- 原作 - 日暮キノコ『個人差あり〼』（講談社「週刊モーニング」所載）
- 企画 - 市野直親（東海テレビ）
- 脚本 - ひかわかよ
- 音楽 - yuma yamaguchi、犬養奏
- 主題歌 - JUNNA「曖昧な2人」（FlyingDog）[22]
- 挿入歌 - ビッケブランカ「魔法のアト」（avex trax）[23]
- プロデューサー - 河角直樹、松崎智宏（東海テレビ）、水野綾子（共同テレビ）
- 演出 - 山内大典、紙谷楓（共同テレビ）
- 制作 - 東海テレビ、共テレ

### 放送日程
| 話数   | 放送日  | サブタイトル                           | ラテ欄                                                                              | 演出     |
| ------ | ------- | -------------------------------------- | ----------------------------------------------------------------------------------- | -------- |
| 第1話  | 8月06日 | 愛する人の性別が変わっても、愛せますか | 夫が女になる! 愛する人の性別が変わっても愛せますか?                                 | 山内大典 |
| 第2話  | 8月13日 | 女になったら、男と恋をするのか         | 女性って大変!女になって夫は変わった! 男に惹かれ禁断の恋?女二人は夫婦でいられる?     | 山内大典 |
| 第3話  | 8月20日 | 男にもどって本当に幸せですか           | 男に戻って幸せですか?女の経験が夫を変えた! 妻から衝撃の告白が!夫婦を続けられる?     | 紙谷楓   |
| 第4話  | 8月27日 | 男でいられたらこんな失望も無かったのか | 妻としたら女に戻るの?! あなたの常識をこわし知らない自分に出会える驚愕のドラマ!!     | 紙谷楓   |
| 第5話  | 9月03日 | 裏切られても向き合えますか             | 妻夫は女になり妻は去った!裏切られても愛し合えるか? 衝撃の展開が世間の偏見を一刀両断 | 山内大典 |
| 第6話  | 9月10日 | 男としての人生を諦められる?            | 女で生きる?男で生きる?新しい自分と出会った妻! 存在すら知らなかった扉が今開く!!      | 紙谷楓   |
| 第7話  | 9月17日 | 知らない自分に会う覚悟はありますか?    | 覚悟を決めた？思いやりは時に傲慢！優しさは関係を壊す！ 別が変わって判ったことは？   | 紙谷楓   |
| 最終話 | 9月24日 | なりたい自分は一つじゃない             | なりたい自分はひとつじゃない！ 古い価値観をアップデートして本能で愛をつかめ！       | 山内大典 |

- 最終話は『土曜プレミアム・映画容疑者Xの献身』（フジテレビ制作、21:00 - 23:25）放送のため15分繰り下げ（23：55 - 0:50）の放送

| 東海テレビ放送制作・フジテレビ系列 土ドラ  | 東海テレビ放送制作・フジテレビ系列 土ドラ | 東海テレビ放送制作・フジテレビ系列 土ドラ                              |
| 前番組                                     | 番組名                                    | 次番組                                                                 |
| ------------------------------------------ | ----------------------------------------- | ---------------------------------------------------------------------- |
| 僕の大好きな妻! （2022年6月4日 - 7月23日） | 個人差あります （2022年8月6日 - 9月24日） | 最高のオバハン 中島ハルコ （第2シリーズ） （2022年10月8日 - （予定）） |